# Океанографические исследовательские суда проекта 22010
Океанографические исследовательские суда проекта 22010 «Крюйс» — серия российских судов специального назначения для проведения комплексных исследований мирового океана. Серия строится на Прибалтийском судостроительном заводе «Янтарь» в интересах Главного управления глубоководных исследований Министерства обороны Российской Федерации.

## Описание
Разработчиком проекта 22010 является АО "Центральное морское конструкторское бюро «Алмаз». Суда предназначены для исследования толщи Мирового океана и его дна. Для этого на борту имеются специальные глубоководные обитаемые и автономные необитаемые подводные аппараты, которые в состоянии погружаться на глубину до 6 тысяч метров. Также океанографические суда могут использоваться в спасательных целях — оборудование позволяет вести поиск затонувших объектов на морском и океанском дне. Суда имеют оснащённую площадку для одного вертолёта.
Основным специальным снаряжением судов проекта 22010 являются автономные глубоководные обитаемые аппараты. Могут использоваться АГА двух типов: проекта 16810 «Русь» и проекта 16811 «Консул». Сообщается, что ОИС «Янтарь» может одновременно нести и обеспечивать использование двух аппаратов. Автономные глубоководные аппараты «Русь» и «Консул» в состоянии опускаться на глубину до 6000 метров и 6270 метров соответственно. Ресурс аппаратов — до 500 погружений на глубину более 4000 метров и 1000 погружений на глубину до 4000 метров. Назначение аппаратов «Русь» и «Консул»: видеосъёмка и классификация объектов, расположенных на морском дне; проведение подводных технических работ при помощи манипуляторного устройства; обследование подводных объектов и сооружений; доставка на грунт или подъём на поверхность различных предметов массой до 200 кг.
В качестве движителя установлены две винто-рулевые колонки (ВРК) с приводом от электродвигателей. Каждая ВРК способна вращаться на 360 градусов, что обеспечивает удержание ОИС — даже в сильный шторм судно может находится практически без смещения от заданной точки. Управление ВРК осуществляется электронной системой.

## Строительство
Головное судно было заложено 8 июля 2010 года, в день 65-летия завода «Янтарь», под строительным номером 01602. Судно получило имя по названию завода — «Янтарь». 31 мая 2012 года корпус судна был выведен из эллинга цеха № 178. Церемония спуска на воду прошла 5 декабря 2012 года. Вывод судна на воду из дока состоялся 14 декабря 2012 года. С мая 2013 года по март 2015 года шла достройка судна и монтаж спецоборудования. 22 марта «Янтарь» вышел в море для проведения государственных ходовых испытаний, которые были завершены 22 апреля. 18—19 мая прошла государственная приёмка судна с контрольным выходом в море. 23 мая на ОИС «Янтарь» был поднят Андреевский флаг и судно официально вошло в состав военно-морского флота России.
Контракт на постройку второго судна серии для Министерства обороны России сообщили 15 марта 2016 года. Судно получило название «Алмаз» — в честь ЦМКБ «Алмаз», разработавшего данный проект. ОИС «Алмаз» заложили на ПСЗ «Янтарь» 9 июня 2016 года под заводским номером 01604. При этом оно должно было быть передано заказчику в 2019 году. По состоянию на март 2020 года проходит заводские ходовые испытания.
6 февраля в Выборге в Ленинградской области на ПАО «Выборгский судостроительный завод» состоялась церемония закладки океанографического исследовательского судна «Вице-адмирал Буриличев» проекта 22011 (заводской номер 236) для Министерства обороны Российской Федерации.

### Представители серии
| Название                                                          | Зав. № | Заложен    | Спуск на воду | Ввод в строй | Списание | Флот | Состояние                   |
| ----------------------------------------------------------------- | ------ | ---------- | ------------- | ------------ | -------- | ---- | --------------------------- |
| Суда проекта 22010 постройки ССЗ «Янтарь»                         |        |            |               |              |          |      |                             |
| «Янтарь»                                                          | 01602  | 08.07.2010 | 05.12.2012    | 23.05.2015   |          | СФ   | В строю                     |
| «Алмаз»                                                           | 01604  | 09.06.2016 | 28.10.2019    |              |          | ТОФ  | Заводские ходовые испытания |
| Суда проекта 22011 постройки Выборгского судостроительного завода |        |            |               |              |          |      |                             |
| «Вице-адмирал Буриличев»                                          | 236    | 06.02.2021 |               |              |          |      | Заложен                     |

## Служба
В октябре 2016 года ОИС «Янтарь» вёл деятельность в Восточной части Средиземного моря в районе Сирийского побережья в месте расположения подводных линий связи. В марте 2017 года с помощью подводных беспилотных аппаратов ОИС «Янтарь» были обнаружены и обследованы палубные истребители Су-33 и МиГ-29К, потерянные 14 ноября и 5 декабря 2016 года в лётных происшествиях в Средиземном море. АГА смогли снять с летательных аппаратов часть бортового оборудования. В ноябре-декабре 2017 года ОИС «Янтарь» оказывало помощь в поиске пропавшей в Атлантическом океане аргентинской подводной лодки «Сан Хуан».